# William Harris (Musiker)
William Harris (* ? vermutlich in Glendora, Mississippi; † ?) war ein früher US-amerikanischer Blues-Sänger und -Gitarrist, über dessen Leben man sehr wenig weiß. Er wird stilistisch gemeinhin dem Delta Blues zugerechnet und zog zeitweise als Tänzer und Unterhalter mit der in Port Gibson stationierten Minstrel-Show „F.S. Wolcott’s Rabbit Minstrels“ durch den Süden Mississippis.
Insgesamt neun Aufnahmen sind von Harris bekannt, entstanden in zwei Aufnahmesessions. Die erste war am 18. Juli 1927 in Birmingham, Alabama, wo er als Sänger und zweiter Gitarrist mit Joe Robinson aufnahm und die vermutlich eher zufällig unterwegs entstand; die zweite fand vom 9. bis 11. Oktober 1928 in Richmond, Indiana, statt.
Zu den von Harris aufgenommenen Stücken gehören Kansas City Blues, das zuvor schon Jim Jackson eingespielt hatte, und Hot Time Blues, eine Umarbeitung des bereits zuvor von Frank Stokes und Papa Charlie Jackson aufgenommenen Stückes Take Me Back. Der Kansas City Blues wurde später auf Sublabels des Gennett Plattenlabels auch unter dem Pseudonym Alonso Boone, vier weitere Stücke unter dem Namen Bud Johnson herausgebracht.
Nach der zweiten Session verliert sich die Spur von William Harris. Exemplare seiner Schallplatten sind äußerst selten; neben den bekannten zehn Songs hat er sechs weitere eingespielt, die jedoch als verschollen gelten.
Sein Bullfrog Blues wurde von einer Reihe von Musikern gecovert, darunter John Hammond, Dave „Snaker“ Ray, Canned Heat, der John Dummer Blues Band, Rory Gallagher und David Bromberg.

## Songs (soweit bekannt)
- I’m Leaving Town
- Kansas City Blues
- Kitchen Range Blues
- Keep Your Man Out of Birmingham
- Electric Chair Blues (Jefferson County Blues)
- Bullfrog Blues
- Leavin’ Here Blues
- Early Mornin’ Blues
- Hot Time Blues
- Bad Treated Blues

## Diskographie
- „William Harris & Buddy Boy Hawkins – Complete Recorded Works In Chronological Order (1927–1929)“, 1991, DOCD 5035, (aufgrund des geringen Umfangs des erhaltenen Werkes als Gemeinschaftsausgabe zusammen mit dem ebenfalls knappen Werk von Buddy Boy Hawkins)